# Корутюрк, Эмель
Эме́ль Корутю́рк (тур. Emel Korutürk; 1915, Стамбул, Османская империя — 11 марта 2013, Кадыкёй, Стамбул) — известная турецкая художница. Первая леди Турции (1973—1980).

## Биография
Родилась в 1915 году и была четвёртым ребёнком Салаха Симкоза и его жены Хасмане. В раннем детстве её отец был сослан союзниками Первой мировой войны на Мальту.
После получения начального образования училась в Лицее Богоматери в Сионе. В 1936 году окончила Академию Гюзель (ныне Университет изящных искусств имени Мимара Синана). В 1933 году её поздравил первый президент Турции Мустафа Кемаль Ататюрк за талант в искусстве. После академии работала вместе с турецким художником Ибрахимом Чаллы.
В 1944 году она вышла замуж за морского офицера Фахри Корутюрка. У пары было два сына и дочь: Осман, Салах и Айше. С 1960 по 1977 год Фахри Корутюрк был командующим ВМС Турции. В 1973 году он был избран шестым президентом Турции. Таким образом Эмель Корутюрк стала первой леди страны. В 1980 году срок полномочий Фахри Корутюрка на посту президента закончился, а в 1987 году он умер. Эмель Корутюрк прожила ещё 26 лет и скончалась 11 марта 2013 года в Стамбуле.

## Деятельность
Во время своего пребывания на посту первой леди Эмель Корутюрк сосредоточилась на продвижении турецкой живописи. Она сыграла важную роль в президентских приемах турецких артистов, а также поддержала создание Государственного музея изобразительного искусства и скульптуры Анкары, который станет образцом для других подобных музеев. В этом музее она начала собирать 34 картины турецкого художника Фикрета Муаллы. Её картина «Благодарность Гази», имеющая непосредственное отношение к Ататюрку, также выставлена в музее.